# Back to Black (pjesma)
"Back to Black" je pjesma engleske pjevačice Amy Winehouse. Objavljena je 30. travnja 2007. kao treći singl s drugog studijskog albuma, Back to Black. Napisali su je Amy Winehouse i Mark Ronson. Producent je također Ronson.